# 트레이시 스코긴스
트레이시 스코긴스(Tracy Scoggins, 1953년 11월 13일 ~ )는 미국의 배우이다.

## 출연 작품
- Borrowed Moments (2014)
- 오티스 (2008)
- 팝스타 (2005)
- 컷터 (2005)
- 홈랜드 시큐리티 (2004)
- 어 크랙 인 더 플로어 (2001)
- 달콤한 욕정 (1994)
- 전함 바비론 (1994)
- 에이리언 인트루더 (1993)
- 돌맨과 악마 인형 (1993)
- 작은 악마의 유희 (1992)
- 실루엣 (1992)
- 시한폭탄 (1991)
- 탐정 댄 터너 (1990)
- 미녀 스캔들 (1990)
- 워쳐스 대습격 2 (1990)
- 더블 트랩 (1990)
- 위험한 관계 (1988)

### 텔레비전
- A 특공대 (1983)
- 다이너스티 (1985, 1989)
- Lois & Clark: The New Adventures of Superman (1993-94)